# Albert Sánchez Piñol
Albert Sánchez Piñol   (Barcelona, 11 de juliol de 1965) és un antropòleg, africanista i escriptor català. La major part de la seva obra està escrita en llengua catalana. És membre del Centre d'Estudis Africans i ha col·laborat en la redacció d'anuaris d'enciclopèdies interactives. La seva primera novel·la, La pell freda (2002), li va donar un gran reconeixement del públic i la crítica. Entre les seves obres també destaquen Pandora al Congo (2005) i Victus (2012).
La seva obra mostra semblances amb la d'altres d'autors consagrats com poden ser Joseph Conrad, Robert Louis Stevenson i Howard Phillips Lovecraft.

## Biografia
Albert Sánchez Piñol va ser alumne del Col·legi Claret de Barcelona. Posteriorment, no va acabar els estudis de dret, però es va llicenciar en antropologia a la Universitat de Barcelona, especialitzant-se en estudis de l'Àfrica. Ha col·laborat activament als diaris Ara i La Vanguardia. D'aquest últim, va plegar voluntàriament el mes de març de 2015 després de ser censurats dos dels seus articles.
Va viatjar dos cops al Congo a la dècada del 1990 per acabar la seva tesi doctoral. Va haver d'abandonar el país a causa de la guerra civil quan va començar a escriure La pell freda, el llibre que el va llançar a la fama: 32 edicions en català (2012) i drets de traducció en 37 llengües. Arran d'aquest èxit, obtingué el premi Ojo Crítico de RNE el 2003. Existiren rumors d'una versió cinematogràfica dirigida per David Slade, però finalment va ser dirigida pel director francès Xavier Gens i es filmà a Islàndia.
L'any 2000, publicà Pallassos i monstres, una obra de divulgació que narra la història de vuit dictadors africans que van governar els seus països amb mà de ferro, com Idi Amin, Jean-Bédel Bokassa, Banda, Mobutu Sese Seko, Sékou Touré, Haile Selassie, Macías i Teodoro Obiang Nguema.
Anys més tard, l'escriptor aprofitaria els seus coneixements de l'Àfrica i del Congo per a escriure una novel·la centrada en l'explotació del país pels europeus. A Pandora al Congo narra la història d'un jove gal·lès que viatja al Congo amb dos aristòcrates a explotar una mina i que, posteriorment, explica la seva història a un periodista en temps de la Primera Guerra Mundial.
El 2013, guionitzà un dels relats recollits en la seva obra Les edats d'or per a la realització de la pel·lícula El bosc, que narra una història fantàstica situada en l'Aragó rural als temps de la Guerra Civil espanyola.
Després d'iniciar-se en el gènere de les narracions curtes amb Tretze tristos tràngols, va escriure Victus, la seva primera novel·la en castellà, que és de gènere històric i fou publicada per l'editorial La Campana el 2012. L'obra conta la història de Martí Zuviría, que amb 98 anys, narra des de Viena i just abans de la Revolució Francesa, les seves memòries com a ajudant d'Antoni de Villarroel durant la Guerra de Successió. Va vendre més de 200.000 exemplars en castellà i català. Vae Victus va ser la seva seqüela.

## Obra publicada

### Narrativa
- Compagnie difficili. Ed. Literalia, 2000
- Les edats d'or. Barcelona: Ed. Proa, 2001
- La pell freda. Barcelona: Ed. La Campana, 2002
- Pandora al Congo. Barcelona: Ed. La Campana, 2005
- Tretze tristos tràngols. Barcelona: Ed. La Campana, 2008
- Victus. Barcelona: Ed. La Campana, 2012
- Vae Victus. Barcelona: Ed La Campana, 2015
- Fungus. Barcelona: Ed. La Campana, 2018
- Homenatge als caiguts. Rosa dels vents, 2019
- El monstre de Santa Helena. Ed. La Campana, 2022
- Pregària a Prosèrpina. Ed. La Campana, 2023[7]
- Les tenebres del cor Ed. La Campana, 2024[8]

### Assaig
- Pallassos i monstres. Barcelona: Ed La Campana, 2000
- Quan érem genocides, Diari Ara, Ebook, 2017
- Les estructures elementals de la narrativa. Barcelona: La Campana, 2021

### Guions cinematogràfics
- El bosc, 2012

### Col·laboracions
- Pròleg de Tradició i llibertat. Antics fonaments per una nova Catalunya

- 2012: Guardó de novel·la de l'any, atorgat pel diari El Periódico de Catalunya.[9] per Victus

### Nominacions
- 2013: Gaudí al millor guió original per El bosc